# Lenguaje sexista
Lenguaje sexista hace referencia a las expresiones que denigran a personas de ambos sexos respecto a sus atributos o funciones dentro de la sociedad o entorno. La expresión que se emplea para referirse al sexismo asociado al uso del lenguaje. Diversos organismos y legislaciones recomiendan usar un lenguaje no sexista (comúnmente denominado también como lenguaje inclusivo), a cuyo fin se han editado guías y se han desarrollado políticas incluso legislativas.

## Características del lenguaje sexista
El lenguaje sexista está asociado con los prejuicios culturales relacionados con la identidad sexual, frecuentemente vinculados al machismo, la misoginia o a un desprecio real o aparente de los valores femeninos.
Este tipo de lenguaje, según varios grupos de personas, fomenta la discriminación de personas, a través del uso del lenguaje, de un sexo por considerarlo inferior a otro. Esto se da en dos sentidos: por un lado, en lo que concierne a la identidad sexual de quien habla y por otro en lo que se refiere al tratamiento discriminatorio que sufren las mujeres en el discurso ya sea por el término utilizado o por la manera de construir la frase.
En idiomas como el español el género gramatical tiene por forma no marcada el masculino de los sustantivos y adjetivos, de forma que pasa a ser el género masculino el inclusivo o incluyente frente al femenino marcado, que pasa a ser el género exclusivo o excluyente: "Los alumnos de esta clase" incluye a hombres y mujeres, pero "las alumnas de esta clase" excluye a los varones.
Por otra parte, el femenino puede tener connotaciones semánticas despectivas en español (oposición zorro / zorra; hombre público / mujer pública; ser un gallo / ser una gallina) o de cosificación y pasividad (impresor / impresora). Estas diferencias se perciben también a nivel léxico (algo es "cojonudo" si es bueno, un "coñazo" si es malo, aunque "acojonado" es asustado y en algunos países de Latinoamérica güevón es sinónimo de 'torpeza' y cuquito, sinónimo de 'tierno').
El uso sexista en la denominación de títulos oficiales, profesiones, cargos u oficios, se puede corregir a través de diversos procesos de feminización. Uno de estos procesos es el legislativo. A título de ejemplo, en España se dictó la Orden Ministerial de 22 de marzo de 1995, por la que se adecua la denominación de títulos académicos oficiales a la condición femenina o masculina de quienes los obtengan.

## Objeciones sobre el lenguaje sexista
La Real Academia Española (RAE), en el informe que publica con fecha 3 de mayo de 2012, denominado «Sexismo lingüístico y visibilidad de la mujer», reconoce que

Nadie niega que la lengua refleje, especialmente en su léxico, distinciones de 
naturaleza social.

Sin embargo, considera muy discutible que la evolución de su estructura morfológica y sintáctica se pueda controlar con normas de política lingüística. Y, en todo caso, afirma que

En ciertos fenómenos gramaticales puede encontrarse, desde luego, un sustrato social, pero lo más probable es que su reflejo sea ya opaco y que sus consecuencias en la conciencia lingüística de los hablantes sean nulas.

Álvaro García Meseguer afirma que el español no es una lengua tan sexista como el inglés. En su análisis, defiende la idea de que el origen del sexismo lingüístico reside en el hablante y en el oyente, pero no en el sistema lingüístico. Para este autor, hay que distinguir el sexismo lingüístico de otros sexismos.

Un hablante incurre en sexismo lingüístico cuando emite un mensaje que, debido a su forma (es decir, debido a las palabras escogidas o al modo de enhebrarlas) y no a su fondo, resulta discriminatorio por razón de sexo. Por el contrario, cuando la discriminación se debe al fondo del mensaje y no a su forma, se incurre en sexismo social. Una misma situación de la realidad, sexista o no, puede describirse con un mensaje sexista o no. Sexismo social y sexismo lingüístico están relacionados entre sí pero no deben identificarse.

Por otro lado, propone distinguir, a la hora de analizar un texto, el sexismo lingüístico, sensibilidad feminista y ambigüedad semántica.
Por su parte, Soledad de Andrés Castellanos recopiló en 2001 lo que llamó reflejos en la prensa sobre sexismo y lenguaje. En su opinión,

Creo yo, por el contrario, que el sexismo sí está en las palabras; está presente en los hechos, en las realidades cotidianas, en los derechos de los individuos y en las leyes, pero también en el lenguaje, también en las palabras. Y negarlo no va a contribuir a desterrarlo de nuestra sociedad. Otros profesionales deberán luchar contra el sexismo en otros ámbitos; los lingüistas y demás profesionales de la palabra deberemos también denunciar el sexismo lingüístico, y contribuir a corregir los fallos en estos espacios. Tarea nuestra será matizar en qué recursos radica, y cómo evitarlo por procedimientos razonables y no estúpidos, sensatos y eficaces.

El filósofo Álvaro Zamora cree advertir inconsistencias ideológicas en la posición feminista. Por ejemplo, la que se produce al confundir el género gramatical con el sexo (además, la noción de género utilizada por la ideología feminista constituye un absurdo conceptual: en el ser humano, el género es Homo, la especie sapiens sapiens, los sexos masculino y femenino). Además, si el idioma español fuera -en sí y por sí- sexista, no habría términos universales axiológicamente positivos de género femenino, como la verdad, la divinidad, la bondad e incluso la masculinidad (una lista completa sería enorme). Los factores (históricos, estructurales, de uso, etc.) trascienden en complejidad al machismo argüido por las feministas. El propósito que señala Zamora es político: se acentúa el sexismo lingüístico como parte de una estrategia para obtener cuotas de poder.
Pese a la intención de presentar el idioma como instrumento del machismo social, el uso genérico del masculino gramatical remite a la economía y simplificación lingüística, no a la opresión sexual. Se trata de lograr la máxima comunicación con el menor esfuerzo posible. No excluimos a las mujeres ni a las gatas cuando decimos «El hombre prehistórico comía carne» o «En tu pueblo hay gatos». La oposición de sexos sirve para acentuar determinas situaciones; por ejemplo, en expresiones como "En los últimos años se ha invertido la proporción de alumnos y alumnas en la Facultad de Medicina". Algunos circunloquios son ridículos y empobrecen el idioma: "legisladores electos y legisladoras electas" en vez de "legisladores electos", o "llevaré a nuestra descendencia de paseo" para evitar, por sexista, la expresión "iré con mis hijos de paseo". Según Zamora el feminismo afirma la existencia del sexismo lingüístico como parte de una estrategia para obtener cuotas de poder.
La Comisión de Mujeres y Ciencia del CSIC define lenguaje sexista, no incluyente o no integrador como «el uso exclusivo de uno de los dos géneros (habitualmente el masculino) para referirse a ambos, excluyendo al otro». La Comisión de Mujeres y Ciencia del CSIC insiste en la importancia de usar un lenguaje no sexista debido a que, como explican diversas teorías, «el lenguaje utilizado modela comportamientos y conductas personales y colectivas porque son la base de nuestro imaginario social y colectivo».
Pese a esto, no existen pruebas, ni siquiera mediante teorías ya ampliamente desacreditadas[cita requerida] como la hipótesis de Sapir-Whorf, de que los cambios arbitrarios propuestos para un uso no sexista del lenguaje puedan mejorar los campos donde la mujer se encuentra en desigualdad.
Idiomas como el náhuatl o el persa moderno no presentan género gramatical y el sexismo es claramente existente y mayor que en comunidades hispanohablantes. Por parte de los que defienden el uso no sexista del español, cuyo uso no se generaliza entre una gran mayoría de hablantes[cita requerida], no suele existir coherencia en su uso (ejemplo: parados y paradas) ni en su frecuencia.

### La Real Academia Española
La Real Academia Española publicó el informe de fecha uno de marzo de 2012, titulado «Sexismo lingüístico y visibilidad de la mujer», redactado por Ignacio Bosque y presentado en el Pleno de la RAE. En él se hace una crítica pormenorizada de algunas de las guías para un uso no sexista del lenguaje publicadas por diferentes instituciones públicas. En el informe, muestran el desacuerdo por no haber contado con la opinión de quienes se dedican al estudio y enseñanza de la lingüística, declarando que las guías de uso no sexista del lenguaje conculcan aspectos gramaticales o léxicos firmemente asentados en nuestro sistema lingüístico, o bien anulan distinciones y matices.
Según la RAE, «un buen paso hacia la solución del “problema de la visibilidad” sería reconocer, simple y llanamente, que, si se aplicaran las directrices propuestas en estas guías en sus términos más estrictos, no se podría hablar». No obstante, se afirma en el informe que no hay ilegalidad alguna en las recomendaciones sobre el uso del lenguaje que se introducen en esas guías.

## Formas de evitar el lenguaje sexista
Según algunos movimientos actuales, como el feminismo, se afirma que la corriente que sostiene que el lenguaje actual es sexista ya que abusa del género masculino genérico el cual se relaciona con la definición de sexo masculino, para lo que se ha comenzado a definir el lenguaje no sexista. Plantean que se puede evitar el uso del masculino usando entre otras las siguientes fórmulas:
- Nombres colectivos (profesorado, en vez de los profesores; alumnado, en vez de alumnos...)
- Perífrasis (la persona interesada, en vez del interesado)
- Construcciones metonímicas (la juventud, en vez de los jóvenes)
- Desdoblamientos (Señores y señoras, niños y niñas)
- Uso de barras (Estimado/a Sr/a)
- Omisión de determinantes o empleo de determinantes sin marca de género ("cada contribuyente" en lugar de "los contribuyentes")
- Uso de formas personales genéricas o formas no personales de los verbos ("es preciso atender más" en lugar de "es preciso que el alumno atienda más").

Para Darío Villanueva, el director de la Real Academia Española, el inconveniente de esto es que muchas veces atenta contra el principio de economía del lenguaje y también puede incurrir en faltas gramaticales y léxicas de la lengua española. La lingüista Elena Álvarez Mellado, en cambio, señala que la economía del lenguaje, la gramática y el léxico no son prescriptivos, sino descriptivos, por lo que no se puede llamar a estos para deslegitimar un uso popular del lenguaje.